# Yelena Shushunova
Yelena Lvovna Shushunova (en ruso: Елена Львовна Шушунова; Leningrado, Unión Soviética, 23 de abril de 1969 — San Petersburgo, Rusia, 16 de agosto de 2018) fue una gimnasta que compitió representando a la Unión Soviética. Fue campeona olímpica, mundial y europea en la década de 1980. Fue una de las cinco mujeres que ganaron todos los títulos en la competición mayor: Juegos Olímpicos, campeonatos mundiales y campeonatos europeos. Larisa Latynina, Věra Čáslavská, Ludmilla Tourischeva y Lilia Podkopayeva son las otras cuatro. Fue reconocida como pionera en habilidades complejas, su alta consistencia, así como sus explosivas y dinámicas salidas.

## Inicios
Debutó internacionalmente en los campeonatos europeos junior de Ankara Turquía de 1982, donde ocupó un discreto 15.º lugar en la competición general, aunque llamó la atención por su victoria en suelo. En 1983 tuvo varios resultados destacados, entre ellos la victoria en suelo en los campeonatos de la Unión Soviética y el tercer puesto en la Spartakiada de Moscú. 
Como tantos otros deportistas, sufrió los efectos del boicot de su país a los Juegos Olímpicos de Los Ángeles 1984, en los que habría contado seriamente para lograr una o varias medallas. En lugar de eso tuvo que conformarse con participar en los Juegos de la Amistad, una competición alternativa a los Juegos Olímpicos que se disputó en Olomouc (Checoslovaquia), donde participaron deportistas de los países que no acudieron a Los Ángeles. Shushunova acabó tercera en esta competición, cuyo nivel era por lo menos igual a la de la olimpiada, dado que las soviéticas eran las mejores del mundo en esa época.

## Campeona mundial y europea
En 1985 se consolidó como una de las grandes gimnastas del mundo al proclamarse en Helsinki Finlandia, campeona de Europa, y poco después en Montreal Canadá, campeona del mundo, aunque empatada en la primera posición con su compatriota Oksana Omelianchik. Por supuesto, la Unión Soviética quedó campeona por equipos, y Shushunova sumó además el oro en salto, la plata en suelo y el bronce en la barra de equilibrios.
En 1987 las gimnastas rumanas irrumpieron con gran fuerza, y Shushunova sufrió una doble derrota ante ellas. Primero en los campeonatos de Europa celebrados en Moscú, donde venció la rumana Daniela Silivas, mientras Shushunova se tuvo que conformar con el bronce empatada con la búlgara Diana Dudeva (segunda fue la soviética Alevtina Pryakhina). Y poco después la más importante en los Campeonatos del Mundo de Róterdam, Países Bajos, donde las rumanas desbancaron a las soviéticas en la competición por equipos, mientras que en la individual el oro se lo llevó la rumana Aurelia Dobre, con Shushunova segunda y Daniela Silivas tercera. Shushunova ganó oro en suelo y salto, plata en barra de equilibrios y bronce en asimétricas.

## Juegos de Seúl 88
Los Juegos Olímpicos de Seúl 1988 fueron la competencia  más importante en la carrera deportiva de Shushunova, y el acontecimiento por el que siempre será recordada. En unos juegos sin boicots, por fin se iba a dilucidar la supremacía en la gimnasia mundial, y esta vez las soviéticas demostraron su gran categoría y vencieron a Rumanía en la competencia  por equipos. Sin embargo lo que más se recuerda de estos juegos es el agónico enfrentamiento entre la soviética Shushunova y la rumana Daniela Silivas por hacerse con la medalla de oro en la competición individual.
Ambas gimnastas rozaron la perfección en todos y cada uno de sus ejercicios, de manera que se llegó al último de los aparatos, el salto, con una ligera ventaja (0.025 puntos) de Daniela Silivas sobre Shushunova. En el salto Silivas obtuvo una puntuación de 9.950. De esta forma Yelena Shushunova, que saltaba después, tenía en su mano superar a la rumana, pero para ello necesitaba conseguir un 10, es decir, un salto perfecto. 
Una de las escenas más recordadas de los Juegos es la de Yelena concentrándose para realizar el salto definitivo, con su rostro hierático, mientras a su lado Daniela Silivas, que ya había saltado, espera el desenlace de la competición. Fueron unos momentos de gran tensión e intensidad que culminaron cuando Shushunova hizo su salto y la nota unánime de los seis jueces fue de 10. Shusunova se proclamaba así campeona olímpica, el único título que le faltaba en su extraordinaria carrera deportiva. Shushunova y Silivas protagonizaron en Seúl una de las mejores competiciones de la historia. Días después Silivas consiguió un gran éxito al vencer en tres finales por aparatos, mientras Shushunova se tuvo que conformar con la plata en asimétricas y el bronce en barra de equilibros. Curiosamente esta vez falló en el salto, el aparato que la había convertido en campeona del concurso general.

## Retirada
Tras los Juegos Olímpicos de Seúl 1988, se retiró de la gimnasia. Tenía 19 años y en el periodo 1985-1988 fue la gran dominadora en este deporte. Algunos de sus ejercicios están hoy prohibidos por su gran riesgo para las gimnastas.
En 2004 fue incluida en el Salón de la Fama de la Gimnasia Internacional.

## Fallecimiento
Falleció en la ciudad de San Petersburgo el 16 de agosto de 2018, a los 49 años de edad, a consecuencia de complicaciones surgidas después de una neumonía, informó la Federación de Gimnasia Deportiva de Rusia. Fue enterrada en el Cementerio de Bogoslovskoe de dicha ciudad.